# 哈德利月溪

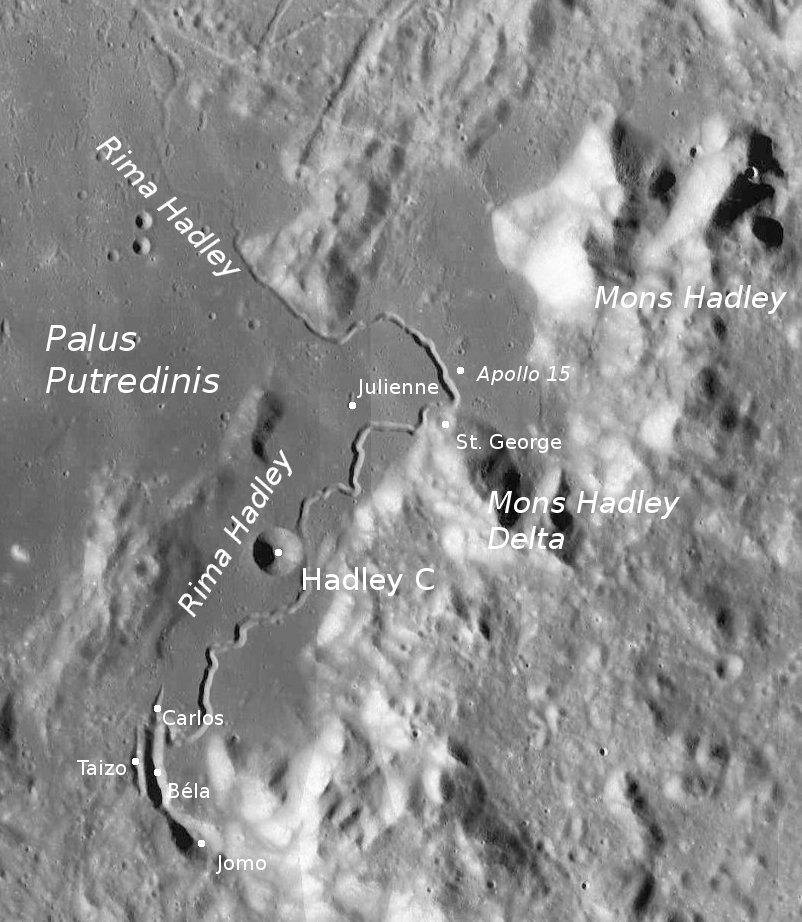
哈德利月溪位置图

哈德利月溪(Rima Hadley)是位于月球近月面亚平宁山脉的山麓丘陵带上一条弯曲的沟槽，长度约为80公里。它因附近的哈德利山而得名，其中心月面座标为北纬25.7°、东经320°。该月溪附近是美国阿波罗15号的探月登陆点。
该月溪最宽处超过1公里，溪底深度达400米，两壁岩石露头非常新鲜，很好地展现了月球表面的物质构成和构造演化史。从剖面来看，其上部是月表土壤，厚达5米，其下是不同厚度的岩块和碎屑角砾层，它们是由不同时期的撞击作用或火山作用形成的，再下是山麓堆积物和坚硬而完整的基岩。月溪的西北是"腐沼"，西南方徜徉着一条与本初子午线相交的"布拉德利月溪"(Rima Bradley)；北面是一个地堑系统-"菲涅耳月溪"(Rimae Fresnel)。

## 另请参阅
- Greeley, Ronald. . Science. 1971-05-14, 172 (3984)  [2025-02-21]. ISSN 0036-8075. doi:10.1126/science.172.3984.722. （原始内容存档于2023-11-16） （英语）.
- Howard, Keith A.; Head, James W.; Swann, Gordon A. . Lunar and Planetary Science Conference Proceedings. 1972-01-01, 3.
- Spudis, P. D.; Swann, G. A.; Greeley, R. . Lunar and Planetary Science Conference Proceedings. 1988-01-01, 18  [2025-02-21]. （原始内容存档于2024-05-06）.

## 相关文章
- 月球表面特徵列表